# مولديخت (تلات نيعقوب)
مولديخت هي إحدى مشيخات المملكة المغربية، تتبع جغرافيا لإقليم الحوز وإداريًا لتلات نيعقوب. يقدر عدد سكانها بـ 2993 نسمة حسب الإحصاء الرسمي للسكان والسكنى لسنة 2004.